# Alberto Williams
Alberto Williams (Buenos Aires, 23 de noviembre de 1862-Buenos Aires, 17 de junio de 1952) fue un compositor argentino, nacido en Buenos Aires. Fue director, editor, pedagogo y pianista que destacó como una de las figuras más representativas de su generación.

## Biografía

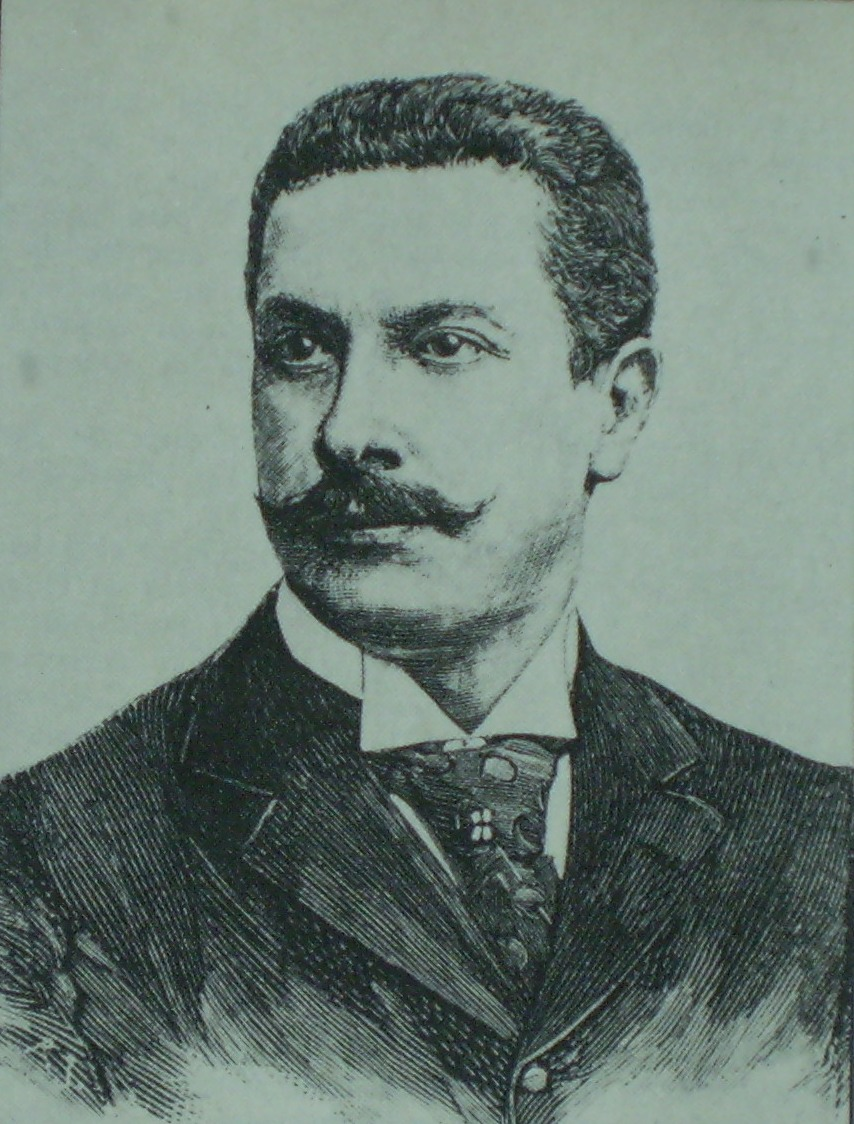
A. Williams.

Nació en la ciudad de Buenos Aires, Argentina, hijo de Jorge Williams y Adela Alcorta Palacios, proveniente de una familia con orientación musical por su abuelo materno Amancio Alcorta, originario de Santiago del Estero, quien también era músico. Alberto comenzó su educación musical en la escuela de música en Buenos Aires y a la temprana edad de 7 años se presentó al público en concierto, organizado por su maestro Bernasconi. Rápidamente apareció su primera composición impresa, y fue becado por el gobierno para estudiar en París, ingresó en el conservatorio de dicha ciudad estudiando bajo la guía de grandes profesores. Fue alumno de piano de Georges Mathias (alumno de Chopin), y estudió composición con Auguste Durand, Benjamin Godard, Charles-Auguste Bériot, además de recibir clases con César Franck, bajo cuya tutela escribió su "Primera Obertura de concierto" (1889).
En 1889 retornó a Argentina y comenzó a estudiar profundamente las formas, las melodías y los ritmos del folclore argentino. Al regresar a Buenos Aires, fundó y dirigió el Conservatorio de Música de Buenos Aires desde 1893 hasta 1941, y tuvo discípulos que pronto se distinguieron como intérpretes de valía, tales como Lía Cimaglia, Alberto Prevot (radicado en Salta), Martha Pisano de Curzi, Delia Schenone, etc quienes continuaron su legado pianístico, tanto técnico como expresivo.
Organizó con el catalán Gurina, la editorial Gurina y Cía., que publicó gran cantidad de partituras y obras didácticas.
En 1910 contrajo matrimonio con Irma María Luisa Paats Frers (1881-1954), con quien tuvo cuatro hijos.
En el terreno de la didáctica, realizó una valiosa obra de difusión para la enseñanza del piano; como compositor se destacó en el género sinfónico, y por sus páginas para canto y piano, de fluida inspiración, utilizando la temática folklórica en obras de elaborada factura. El rancho abandonado, Milongas y muchas piezas más, le ubican entre los primeros compositores que supieron valorar la riqueza del folclore argentino.
Fue nombrado el 9 de diciembre de 1936 Académico de Número de la Academia Nacional de Bellas Artes y vicepresidente de la Comisión Nacional de Cultura. Además, fue Presidente y Vicepresidente de la Comisión Nacional de Bellas Artes (demolido para ampliar Plaza San Martín en 1933), miembro fundador de la Asociación de los antiguos discípulos del Conservatorio de Paris, miembro honorario de la Asociación Folklórica Argentina (fundada en 1937) y de numerosas sociedades musicales.
Obtuvo dos premios de piano y uno de armonía, en el antiguo Conservatorio de Música y Declamación de la Provincia de Buenos Aires.
Es autor de escritos acerca de estética musical y obras didácticas: Teoría de la música; Teoría de la armonía, Problemas de solfeo, Antología de compositores argentinos (Alcorta, Esnaola, Alberdi) y Pensamientos sobre la música. Suyas son asimismo las poesías que sirven de texto a sus canciones, y que se publicaron con el título de Versos Líricos, así como también los libros Poema de los mares australes (1929) y Poema del Iguazú (1942).

Inspirándose en las canciones y danzas populares de su patria, Williams concibió la idea de crear una música genuinamente argentina, tendencia que inicia con la obra para piano El rancho abandonado:
Esos aires genuinos del gaucho de la pampa impresionaron mi ánimo con caracteres indelebles. Y en mi memoria se grabaron como en una cera dúctil. Esos cantos y esas danzas del folclore de antaño se insinuaron en mi espíritu como ondas vívidas de encanto e inspiración.
[...]
Los aires de la pampa me embriagaban. Las extrañas puestas de sol, el misterio de los cielos estrellados en medio del silencio, los plenilunios en la soledad de las sabanas, el mugir de los rodeos de millares de vacunos, el balar de los inmensos rebaños, el relinchar de los potros en libertad, y el rumor de las nocturnas voces, despertaban mi vena artística.
[...]

Al volver a Buenos Aires, después de esas excursiones por las estancias del sur de nuestra pampa, concebí el propósito de dar a mis composiciones musicales, un sello que las diferenciara de la cultura clásica y romántica, en cuya rica fuente había bebido las enseñanzas sabias de mis gloriosos y venerados maestros.
A partir de un escrito suyo en donde se declara el creador del Nacionalismo Musical Argentino por componer tal obra empezó a atribuírsele el título de "Padre de la música argentina". Sin embargo el mencionado texto ignora una gran cantidad de obras anteriores a "El rancho abandonado" que podrían hacer merecedores a sus autores del mismo título. (como por ejemplo las piezas de inspiración criolla de Francisco Hargreaves).
Sus composiciones incluyen dos "Oberturas de concierto", nueve sinfonías, tres poemas sinfónicos, música de cámara, coral, canciones y más de 300 composiciones para piano. Su etapa creativa puede dividirse en 3 períodos: hasta 1890, sus trabajos estaban altamente influenciados por los modelos europeos; de 1890 a 1910 se produjo un resurgimiento del lenguaje musical argentino en sus trabajos, incluida la mayor parte de su música de cámara; y finalmente, con su segunda sinfonía en 1910, comenzó una etapa internacional de reconocimiento creativo entre sus contemporáneos.
Su obra refleja diversos estilos. En su primera época estuvo influenciado por las tendencias europeas; más tarde adoptó un marcado carácter nacionalista y, aproximadamente a partir de 1910, recogió las nuevas tendencias compositivas de comienzos del siglo XX, sin abandonar los ritmos característicos de Argentina. De su numerosa producción destacan las nueve sinfonías, obras de cámara, como las tres sonatas para violín y piano, gran cantidad de piezas para piano solo y obras vocales, tanto corales como canciones.
Es poco conocido el apasionamiento de Alberto por las cosas del cielo, que puede clasificarlo en un típico aficionado a la astronomía de la época, cómo se puede ver reflejado en su prosa al componer piezas como “Estrellas dobles” o “Titilar de estrellas”. En mayo de 1910, en oportunidad del retorno del famoso cometa Halley, Alberto hizo notar sus cualidades como aficionado.

A lo largo de las noches describe la posición y características de cometa y en particular su cola. Prestó especialmente atención al paso de la Tierra por la cola del cometa, el 19 de mayo, y anota:

El colazo pasó inadvertido. A las 4.50 a.m. el cielo sigue cubierto de la neblina láctea.
[...]

Exploro los alrededores del sol, sin apercibir nada. ¿Ha pasado la Tierra por la temible cola del cometa de Halley, o no? “That is the question”. La salud no ha sufrido nada, solo un ligero resfrío, y un poco irritada la garganta.

## Obras

### Orquesta
- Primera obertura de concierto Op. 15 (1889)
- Miniaturas: Primera suite Op. 30 (1890)
- Miniaturas: Segunda suite Op. 31 (1890)
- Segunda obertura de concierto Op. 18 (1892)
- Primera Sinfonía en Si menor Op. 44 (1907)
- Segunda Sinfonía en Do menor "La bruja de las montañas" Op. 55 (1910)
  1. Sonidos de la montaña
  2. Oraciones de los monjes
  3. Las palomas blancas de la oración (Scherzo)
  4. La bruja de las montañas

- Marcha del Centenario Op. 56 (1910)
- Tercera Sinfonía en Fa mayor "La selva sagrada" Op. 58 (1911)
- Poema de las campanas Op. 60 (1913)
  1. Campanas crepusculares
  2. Campanas al alba
  3. Campanas de fiesta en la aldea

- Primera Suite argentina para arcos s/opus (1923)
- Segunda Suite argentina para arcos s/opus (1923)
- Tercera Suite argentina para arcos s/opus (1923)
- Poema de los mares australes Op. 88 (1933)
- Cuarta Sinfonía en Mi bemol mayor "El ataja-caminos" Op. 98 (1935)
- Quinta Sinfonía en Mi bemol mayor "El corazón de la muñeca" Op. 100 (1936)
- Sexta Sinfonía en Si mayor "La muerte del cometa" Op. 102 (1937)
- Séptima Sinfonía en Re "Eterno reposo" Op. 103 (1937)
  1. La pirámide
  2. Danzarinas de Amón
  3. Tocadoras de crótalos
  4. Eterno reposo

- Octava Sinfonía en Fa menor "La esfinge" Op. 104 (1938)
- Las milongas de la orquesta Op. 107 (1938)
- Novena Sinfonía en Si bemol "Los Batracios" - también conocida cómo "La humorística" - Op. 108 (1939)
  1. Cortejo Nupcial de los Batracios
  2. En las charcas y junquillos
  3. Final

- Poema del Iguazú Op. 115 (1943)
  1. Las selvas dialogan con las cataratas
  2. Barcarola del Iguazú
  3. La Luna Ilumina las Cascadas
  4. La garganta del diablo

- Aires de la Pampa Op. 117 (transcripción para orquesta de 10 milongas para piano pertenecientes a diversos opus) (1944)

### Piano
- Primera Mazurca Op. 3 (1884)
- Ronda de Korrigans Op. 4 (1885)
- Recuerdos Infantiles Op. 2 (1885)
  1. Plegaria
  2. Arlequín
  3. Polichinela
  4. A una muñeca rota
  5. Los payasos
  6. Ensueño de Navidad

- Tres Aires de Danza Op. 1 (1886)
  1. En si
  2. En si bemol
  3. En do menor

- Novelette Op. 8 (1886)
- Canción matinal Op. 9 (1886)
- La libélula (estudio) Op. 5 (1887)
- Rêverie Op. 6 (1887)
- Escena de faunos Op. 7 (1887)
- Suite "En la Sierra" Op. 32 (1890)
  1. La Colina Sombreada
  2. Insectos y Lagartijas
  3. Rama de piquillin
  4. El Rancho Abandonado
  5. Cortejo Campestre

- Marcha del Centenario Op. 56 (1910)
- Poema de las campanas Op. 60 (1912)
  1. Campanas crepusculares
  2. Campanas al alba
  3. Campanas de fiesta en la aldea

- Aires de la Pampa Op. 63 - las cinco primeras fueron transcriptas por el autor para orquesta sinfónica - (1912)
  1. Bailarina sandunguera
  2. Equilibrista sobre botellas
  3. A la sombra de un ombú
  4. Requiebro a las caderas
  5. Arrastrando el ala
  6. La rodaja de mi espuela se ha enredado en tu pollera
  7. Requiebros de la bordona
  8. Nostalgias de la pampa
  9. ¡Qué trenzas para pialar payadores!
  10. Martín Fierro en la pulpería

- Primera Sonata Argentina Op. 74 (1917)